# О.п. 13 км
Остановочный пункт 13 км — железнодорожная станция необщего пользования бывшего Уршельского межотраслевого предприятия промышленного железнодорожного транспорта (по данным на 2009 год — железнодорожного отдела Уршельского стекольного завода) — Третья по значению станция на ведомственной железной дороге Черусти — Уршель.
Станция находится на северо-западной окраине посёлка Тасинский бор сельского поселения «Поселок Уршельский» Владимирской области, в 1 км от станции О.п. 12 км необщего пользования. На станции 1 пути, но раньше было 3 пути так как ныне закрытое торфодобывающие предприятие добывало торф для Уршельского завода но к 2009 году все дополнительные пути были убраны(, ). Сама станция представляла из себя платформу() и не большую будку рядом()(фото на 2009 год спустя 2 года после прекращения пассажирского движения)(фото 2000 года )
С 2007 года станция не принимает пассажиров. Теперь тут почти никогда не останавливаются поезда.